# Juan José Mina
Juan José Mina González (Guachené, Cauca, Colombia; 27 de julio de 2004) es un futbolista colombiano. Juega de lateral derecho y su equipo actual es el CF Estrela Amadora de la Primeira Liga de Portugal.

## Trayectoria
Mina entró a las inferiores del Deportivo Cali luego de una exitosa prueba; anteriormente pasó por las canteras del Club Raíces y Villa Norte de Popayán. Debutó en el primer equipo del Cali el 7 de mayo de 2022 en el empate 1-1 ante Santa Fe, partido en el cual asistió en el gol para el conjunto azucarero.

El 31 de julio de 2023, se oficializó su fichaje en el New York Red Bulls de la Major League Soccer estadounidense.

## Selección nacional
Es internacional juvenil por la Selección Colombia desde la categoría sub-15.
Fue citado al Campeonato Sudamericano Sub-20 de 2023.

## Estadísticas
Actualizado al último partido disputado el 30 de octubre de 2022
| Club                      | Div.          | Temporada     | Liga  | Liga  | Copas nacionales | Copas nacionales | Copas internacionales | Copas internacionales | Total | Total |
| Club                      | Div.          | Temporada     | Part. | Goles | Part.            | Goles            | Part.                 | Goles                 | Part. | Goles |
| ------------------------- | ------------- | ------------- | ----- | ----- | ---------------- | ---------------- | --------------------- | --------------------- | ----- | ----- |
| Deportivo Cali · Colombia | 1.ª           | 2022          | 15    | 0     | 0                | 0                | 3                     | 0                     | 18    | 0     |
| Deportivo Cali · Colombia | Total club    | Total club    | 15    | 0     | 0                | 0                | 3                     | 0                     | 18    | 0     |
| Total carrera             | Total carrera | Total carrera | 15    | 0     | 0                | 0                | 3                     | 0                     | 18    | 0     |

## Vida personal
Es hermano del también futbolista e internacional colombiano Yerry Mina.